# مايكل ماكونوهي
مايكل ماكونوهي (Michael McConnohie) هو مؤدي أصوات أمريكي ولد في 23 يوليو 1951 في مانسفيلد.

## أدواره في الأنمي

### مسلسلات أنمي تلفزيونية
- إيوريكا سفن - يورغنز
- كود جياس لولوش المتمرد - إمبراطور بريطانيا
- كود جياس لولوش المتمرد R2 - إمبراطور بريطانيا/تشارلز زي بريطانيا
- الإكسورسيست الأزرق - تاتسوماسا سوغورو
- ذا بيغ أو - شفارتزفالد
- ناروتو - إنما
- ساموراي تشامبلو - مانزو المنشار
- ترايجان - تشابل ذا إيفرجرين
- X - كيوغو مونو
- كآبة هاروهي سوزوميا - أستاذ أوكابي، شاميسين (الصوت الثاني)، كيوسومي موريمورا
- جانجريف - بيج دادي
- بليتش - الراوي، ريوكين إيشيدا، تشوجيرو ساساكيبي، كورودو، شاولونغ كوفانغ، توشيموري أوميسادا، شيروغانيهيكو، باراغان لويزنبرن (الصوت الثاني)
- فايت/ستاي نايت - بيرسيركر
- تنجن توبا جورين لاجان - ماجين، روسيو المسن
- كيكايشي - هيسكي ماتسدو، يوكي، يوميجي هيساومي
- إيكي توسن - الراوي
- AVENGER - ميتيس
- حفيد نوراريهيون - سوديموغي
- حفيد نوراريهيون: عاصمة العفاريت - ناماهاغي، ميناغوروشي جيزو
- عميل الهلوسة - كييتشي إيكاري
- تسوكيهيمي - ماكيهيسا تونو
- مغامرة جوجو الغريبة - ميسينا

### أوفا أنمي
- تيلز أوف فانتازيا ذي أنيميشن - مارس
- البدلة المتنقلة جاندام: فريق ب.م. رقم 08 - نوريس باكارد

### أفلام أنمي
- اختفاء هاروهي سوزوميا - أستاذ أوكابي
- فيلم ناروتو: صدام النينجا في أرض الثلج - المخرج ماكينو

## أدواره في الرسوم المتحركة
- المتحولون - كوزموس، تراكس
- والتر ميلون - سنيرو

## أدواره في ألعاب الفيديو
- تيلز أوف ذي أبيس - فان غرانتس
- تيلز أوف سيمفونيا: دون أوف ذا نيو وورلد - عمدة لوين
- تيلز أوف إكسيليا - ماكسويل
- تيلز أوف إكسيليا 2 - ماكسويل
- GUILTY GEAR 2 OVERTURE - دكتور بارادايم
- سلسلة ألعاب ستريت فايتر
  - ستريت فايتر IV - سيث
  - سوبر ستريت فايتر IV - سيث
  - سوبر ستريت فايتر IV آركيد إديشن - سيث
  - ألترا ستريت فايتر IV - سيث
- فاينل فانتسي 4 DS - كايناتزو، فوسويا، زيروموس
- فاينل فانتسي 11 - راوي المقدمة
- سنغوكو باسارا: ساموراي هيروز - شين-غن تاكيدا
- إيوريكا سفن الجزء 1: نيو ويف - القائد بيت سافيل
- إنفنت أندسكفري - بالباغان
- ليج أوف ليجيندز - زيراث
- غود إيتر بورست - دكتور دايغو أوغوروما
- غود إيتر ريزوركشن - دكتور دايغو أوغوروما
- ناروتو شيبودن: كيزونا درايف - غينسوي أماغيري

## أدواره في الدبلجة الإنجليزية
- فيوليتا - هيرمان

## وصلات خارجية
- مايكل ماكونوهي على موقع IMDb (الإنجليزية)
- مايكل ماكونوهي على موقع أول موفي (الإنجليزية)
- مايكل ماكونوهي على موقع قاعدة بيانات الفيلم (الإنجليزية)
- مايكل ماكونوهي على موقع كينوبويسك (الروسية)
- مايكل ماكونوهي على موقع ANN person (الإنجليزية)